# Oborák
Oborák je rybolovný, průtočný rybník na Bučeckém potoce v katastrálním území Trojany u Mladotic města Kralovice, nedaleko Olšanské myslivny, u silnice spojující Trojany a Hadačku. Jeho plocha je 3,1 ha, rozměry cca 350×130 m. Hráz je zpevněna javory, na jejím jižním konci roste mohutný smrk. Na rybníku se zdržují kachny.
Okolo rybníka vede cyklistická trasa Baroko I.[nedostupný zdroj]